# Adda Djeziri
Adda Djeziri (født 3. august 1988) er en dansk-algerisk fodboldspiller der spiller for Luangprabang United, et hold fra Laos.

## Klubkarriere
Djeziri blev født den 3. august 1988 i København. Han startede sin karriere hos den danske klub BK Frem før han kom til Skotlands Rangers på lån. Djeziri spillede i Rangers' reserve og under-19-hold indtil udgangen af sæsonen 2006-2007. Han var en del af Rangers' under-19-hold der vandt 2007 Scottish Youth Cup og Youth League dobbelt. 

### England
Den 3. september 2007 sluttede Djeziri sig til Ian Holloway i Leicester City på lån indtil 31. december.

### Danmark
I maj 2008 underskrev han kontrakt ned F.C. Hjørring,[kilde mangler] og i august 2008 flyttede han til Vejle Boldklub. I september 2010 skrev han amatørkontrakt med HB Køge.

### Tilbagevenden til England
Efter at have tilbragt en måned på prøve i England med Blackpool underskrev Djeziri en etårig aftale med en mulighed for et yderligere år med mesterskabssiden. Den 22. november 2012 afsluttede Djeziri en låneflytning til Scunthorpe United, hvor han blev indtil 5. januar 2013. Djeziri havde en retssag med Birmingham City i august 2013.

### Serbien
Efter at have spillet for den amerikanske klubb Oklahoma City Energy og den algeriske ASO Chlef brugte Djeziri næsten to år på gratis klubskifte. Den 28. september 2017 blev det annonceret at han flyttede til den serbiske klub Vojvodina.

### Laos
I 2018 sluttede Djeziri sig til det laotiske hold Luangprabang United.